# Saucède
Saucède est une commune française située dans le département des Pyrénées-Atlantiques, en région Nouvelle-Aquitaine.
Le gentilé est Saucédois.

## Géographie

### Localisation
La commune de Saucède se trouve dans le département des Pyrénées-Atlantiques, en région Nouvelle-Aquitaine.
Elle se situe à 37 km par la route de Pau, préfecture du département, et à 12 km d'Oloron-Sainte-Marie, sous-préfecture.
Les communes les plus proches sont : 
Aren (1,0 km), Préchacq-Josbaig (2,2 km), Geüs-d'Oloron (2,6 km), Préchacq-Navarrenx (2,7 km), Saint-Goin (2,8 km), Lucq-de-Béarn (3,0 km), Poey-d'Oloron (3,1 km), Géronce (3,3 km).
Saucède se partage en deux parties bien distinctes. Le village rue, bâti sur un méandre du gave d'Oloron au niveau de sa confluence avec le ruisseau l’Auronce, et un habitat éclaté occupant l’espace entre Lucq-de-Béarn et Poey-d'Oloron. Saucède était un lieu de franchissement du gave d'Oloron, par une « nau » attestée depuis au moins le XVe siècle.
Sur le plan historique et culturel, Saucède fait partie de la province du Béarn, qui fut également un État et qui présente une unité historique et culturelle à laquelle s’oppose une diversité frappante de paysages au relief tourmenté.

### Communes limitrophes
Les communes limitrophes sont  Aren, Lucq-de-Béarn, Poey-d'Oloron, Préchacq-Josbaig et Préchacq-Navarrenx.
| Préchacq-Navarrenx |               | Lucq-de-Béarn |
| Préchacq-Josbaig   | Saucède       |               |
| Aren               | Poey-d'Oloron |               |

### Hydrographie

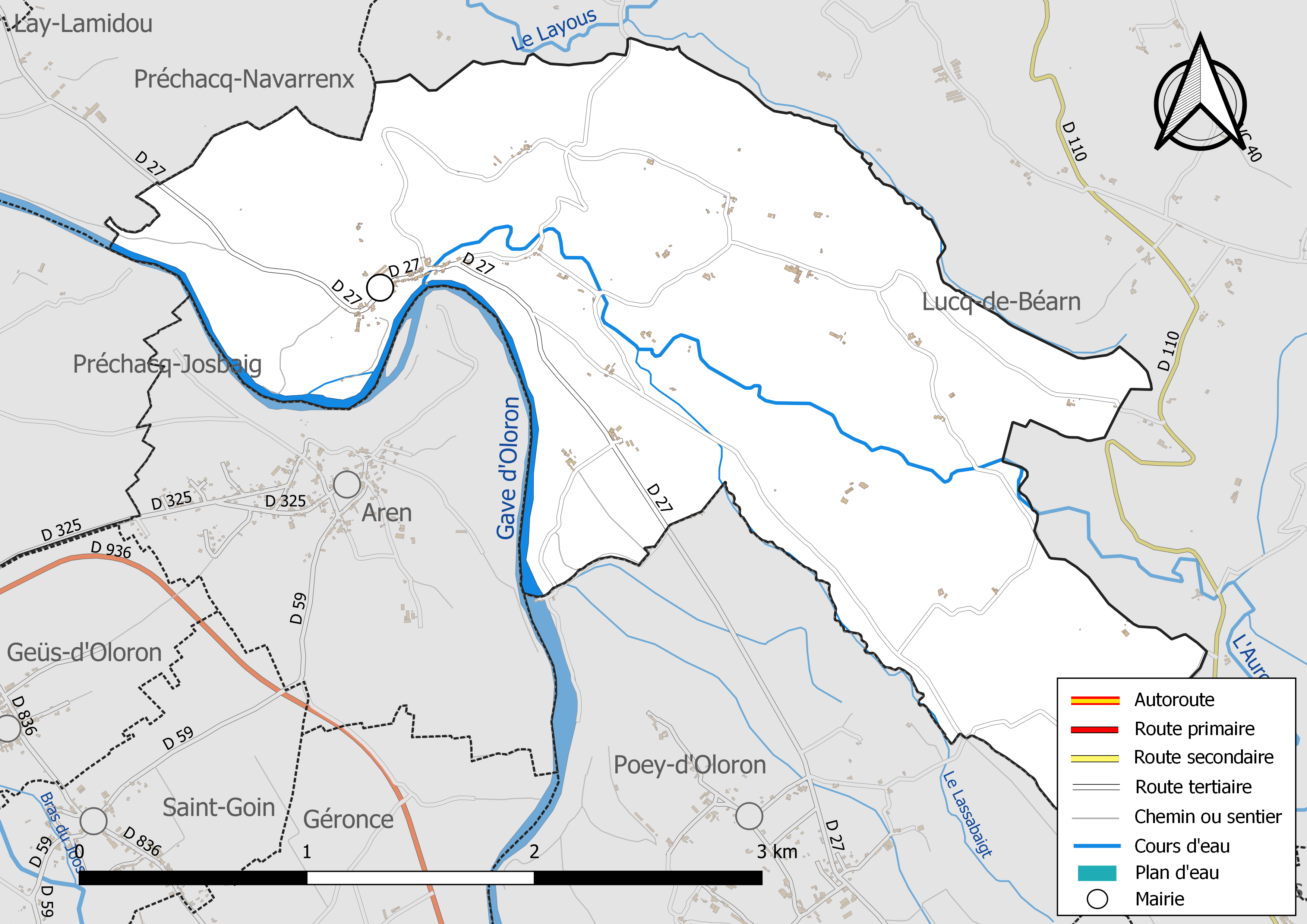
Réseaux hydrographique et routier de Saucède.

La commune est drainée par le gave d'Oloron, l'Auronce, un bras du gave d'Oloron, le Lassabaigt, et par divers petits cours d'eau, constituant un réseau hydrographique de 8 km de longueur totale,.
Le gave d'Oloron, d'une longueur totale de 148,8 km, prend sa source dans la commune de Laruns et s'écoule vers le nord-ouest. Il traverse la commune et se jette dans le gave de Pau à Sorde-l'Abbaye, après avoir traversé 64 communes.
L'Auronce, d'une longueur totale de 22 km, prend sa source dans la commune de Lasseube et s'écoule d'est en ouest. Il traverse la commune et se jette dans le gave d'Oloron sur le territoire communal, après avoir traversé 10 communes.

### Climat
Pour des articles plus généraux, voir Climat de la Nouvelle-Aquitaine et Climat des Pyrénées-Atlantiques.
Historiquement, la commune est exposée à un climat de montagne.  
En 2020, Météo-France publie une typologie des climats de la France métropolitaine dans laquelle la commune est toujours exposée à un climat de montagne et est dans la région climatique Pyrénées atlantiques, caractérisée par une pluviométrie élevée (>1 200 mm/an) en toutes saisons, des hivers très doux (7,5 °C en plaine) et des vents faibles.
Pour la période 1971-2000, la température annuelle moyenne est de 13,3 °C, avec une amplitude thermique annuelle de 13,8 °C. Le cumul annuel moyen de précipitations est de 1 237 mm, avec 11,8 jours de précipitations en janvier et 8,3 jours en juillet. Pour la période 1991-2020, la température moyenne annuelle observée sur la station météorologique la plus proche, située sur la commune de Monein à 10 km à vol d'oiseau, est de 14,2 °C et le cumul annuel moyen de précipitations est de 1 228,6 mm,. Pour l'avenir, les paramètres climatiques de la commune estimés pour 2050 selon différents scénarios d’émission de gaz à effet de serre sont consultables sur un site dédié publié par Météo-France en novembre 2022.

### Milieux naturels et biodiversité

#### Réseau Natura 2000
Le réseau Natura 2000 est un réseau écologique européen de sites naturels d'intérêt écologique élaboré à partir des Directives « Habitats » et « Oiseaux », constitué de zones spéciales de conservation (ZSC) et de zones de protection spéciale (ZPS).
Un site Natura 2000 a été défini sur la commune au titre de la « directive Habitats » : « le gave d'Oloron (cours d'eau) et marais de Labastide-Villefranche », d'une superficie de 2 547 ha, une rivière à saumon et écrevisse à pattes blanches,.

#### Zones naturelles d'intérêt écologique, faunistique et floristique
L’inventaire des zones naturelles d'intérêt écologique, faunistique et floristique (ZNIEFF) a pour objectif de réaliser une couverture des zones les plus intéressantes sur le plan écologique, essentiellement dans la perspective d’améliorer la connaissance du patrimoine naturel national et de fournir aux différents décideurs un outil d’aide à la prise en compte de l’environnement dans l’aménagement du territoire.
Une ZNIEFF de type 2 est recensée sur la commune, : 
le « réseau hydrographique du gave d'Oloron et de ses affluents » (6 885,32 ha), couvrant 114 communes dont 2 dans les Landes et 112 dans les Pyrénées-Atlantiques.

## Urbanisme

### Typologie
Au 1er janvier 2024, Saucède est catégorisée commune rurale à habitat très dispersé, selon la nouvelle grille communale de densité à sept niveaux définie par l'Insee en 2022.
Elle est située hors unité urbaine. Par ailleurs la commune fait partie de l'aire d'attraction d'Oloron-Sainte-Marie, dont elle est une commune de la couronne,. Cette aire, qui regroupe 44 communes, est catégorisée dans les aires de moins de 50 000 habitants,.

### Occupation des sols

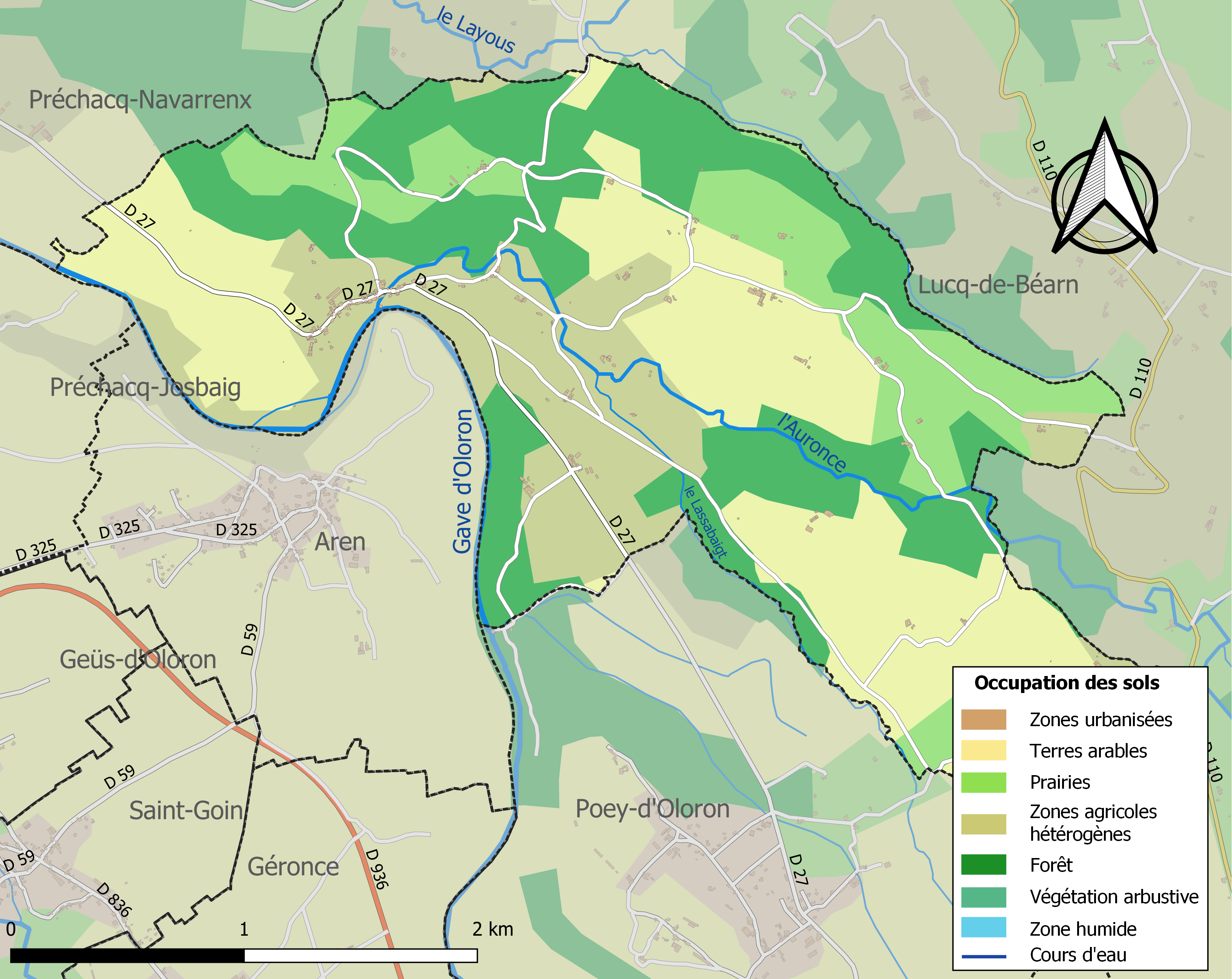
Carte des infrastructures et de l'occupation des sols de la commune en 2018 (CLC).

L'occupation des sols de la commune, telle qu'elle ressort de la base de données européenne d’occupation biophysique des sols Corine Land Cover (CLC), est marquée par l'importance des territoires agricoles (72,2 % en 2018), une proportion identique à celle de 1990 (72,2 %). La répartition détaillée en 2018 est la suivante : 
terres arables (38,7 %), forêts (27,8 %), zones agricoles hétérogènes (19,9 %), prairies (13,7 %). L'évolution de l’occupation des sols de la commune et de ses infrastructures peut être observée sur les différentes représentations cartographiques du territoire : la carte de Cassini (XVIIIe siècle), la carte d'état-major (1820-1866) et les cartes ou photos aériennes de l'IGN pour la période actuelle (1950 à aujourd'hui).

### Lieux-dits et hameaux
- Beziat ;
- Hameau ;
- Lannelongue ;
- Village.

### Risques majeurs
Le territoire de la commune de Saucède est vulnérable à différents aléas naturels : météorologiques (tempête, orage, neige, grand froid, canicule ou sécheresse), inondations et séisme (sismicité moyenne). Il est également exposé à un risque technologique,  le transport de matières dangereuses. Un site publié par le BRGM permet d'évaluer simplement et rapidement les risques d'un bien localisé soit par son adresse soit par le numéro de sa parcelle.

#### Risques naturels
Certaines parties du territoire communal sont susceptibles d’être affectées par le risque d’inondation par une crue à  débordement lent de cours d'eau, notamment le gave d'Oloron et l'Auronce. La commune a été reconnue en état de catastrophe naturelle au titre des dommages causés par les inondations et coulées de boue survenues en 1982, 2008 et 2009,.

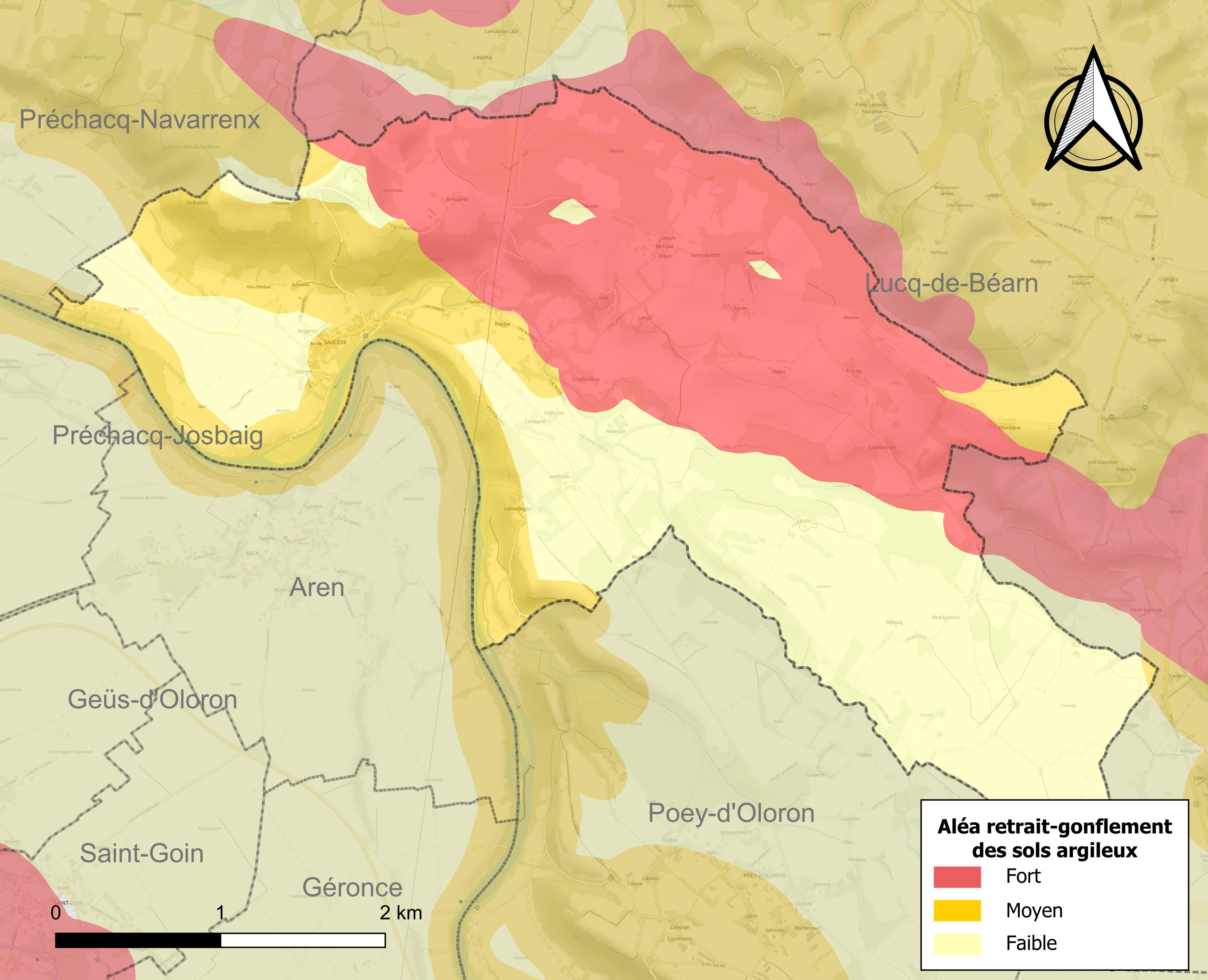
Carte des zones d'aléa retrait-gonflement des sols argileux de Saucède.

Le retrait-gonflement des sols argileux est susceptible d'engendrer des dommages importants aux bâtiments en cas d’alternance de périodes de sécheresse et de pluie. 59,8 % de la superficie communale est en aléa moyen ou fort (59 % au niveau départemental et 48,5 % au niveau national). Depuis le 1er octobre 2020, en application de la loi ELAN, différentes contraintes s'imposent aux vendeurs, maîtres d'ouvrages ou constructeurs de biens situés dans une zone classée en aléa moyen ou fort,.

## Toponymie
Le toponyme Saucède apparaît sous les formes Villa de Sauceta (XIIe siècle, collection Duchesne volume CXIV), Saussede (1385, censier de Béarn) et Sent-Per de Saucede (1420, notaires de Lucq).
Son nom béarnais est Sauceda ou Saucéde.

## Histoire
Les premières mentions et graphies anciennes mentionnent « villam de Sauceta » (Xe siècle) et Salceta, (1114) dans le cartulaire de l'abbaye de Lucq-de-Béarn. Saucède (1420),.
En 1385 on dénombrait 25 maisons habitées dont l'abbaye laïque et 3 maisons vides.
Paul Raymond note qu'en 1385, Saucède dépendait du bailliage d'Oloron et comptait 27 feux.

## Archéologie
Un « castéra » domine le Gave d’Oloron au niveau du village. Il est déjà cité en 1420 par les notaires de Lucq (E1407/11). En 1563 est cité le « castera de Casenave » (E1420/417).

## Politique et administration
| Période                                  | Période  | Identité        | Étiquette | Qualité |
| ---------------------------------------- | -------- | --------------- | --------- | ------- |
| 1995                                     | 2001     | Fernand Bayaud  |           |         |
| 2001                                     | En cours | Martine Mirande |           |         |
| Les données manquantes sont à compléter. |          |                 |           |         |

### Intercommunalité
La commune fait partie de quatre structures intercommunales : 
- la communauté de communes du Haut Béarn ;
- le syndicat AEP Estos-Ledeuix-Verdets ;
- le syndicat d'énergie des Pyrénées-Atlantiques ;
- le syndicat mixte forestier des chênaies des vallées basques et béarnaises.

## Population et société

### Démographie
L'évolution du nombre d'habitants est connue à travers les recensements de la population effectués dans la commune depuis 1793. Pour les communes de moins de 10 000 habitants, une enquête de recensement portant sur toute la population est réalisée tous les cinq ans, les populations de référence des années intermédiaires étant quant à elles estimées par interpolation ou extrapolation. Pour la commune, le premier recensement exhaustif entrant dans le cadre du nouveau dispositif a été réalisé en 2004.

En 2022, la commune comptait 126 habitants, en évolution de +2,44 % par rapport à 2016 (Pyrénées-Atlantiques : +3,78 %, France hors Mayotte : +2,11 %).
| 1793 | 1800 | 1806 | 1821 | 1831 | 1836 | 1841 | 1846 | 1851 |
| ---- | ---- | ---- | ---- | ---- | ---- | ---- | ---- | ---- |
| 366  | 302  | 326  | 321  | 380  | 380  | 390  | 402  | 402  |

| 1856 | 1861 | 1866 | 1872 | 1876 | 1881 | 1886 | 1891 | 1896 |
| ---- | ---- | ---- | ---- | ---- | ---- | ---- | ---- | ---- |
| 402  | 371  | 358  | 353  | 353  | 350  | 354  | 302  | 286  |

| 1901 | 1906 | 1911 | 1921 | 1926 | 1931 | 1936 | 1946 | 1954 |
| ---- | ---- | ---- | ---- | ---- | ---- | ---- | ---- | ---- |
| 290  | 281  | 284  | 253  | 240  | 225  | 215  | 209  | 186  |

| 1962 | 1968 | 1975 | 1982 | 1990 | 1999 | 2004 | 2006 | 2009 |
| ---- | ---- | ---- | ---- | ---- | ---- | ---- | ---- | ---- |
| 204  | 174  | 149  | 125  | 130  | 106  | 118  | 111  | 130  |

| 2014 | 2019 | 2022 | - | - | - | - | - | - |
| ---- | ---- | ---- | - | - | - | - | - | - |
| 128  | 132  | 126  | - | - | - | - | - | - |

## Économie
L'activité est principalement agricole (polyculture, élevage, pâturages, vigne). La commune fait partie de la zone d'appellation de l'ossau-iraty.

## Culture locale et patrimoine

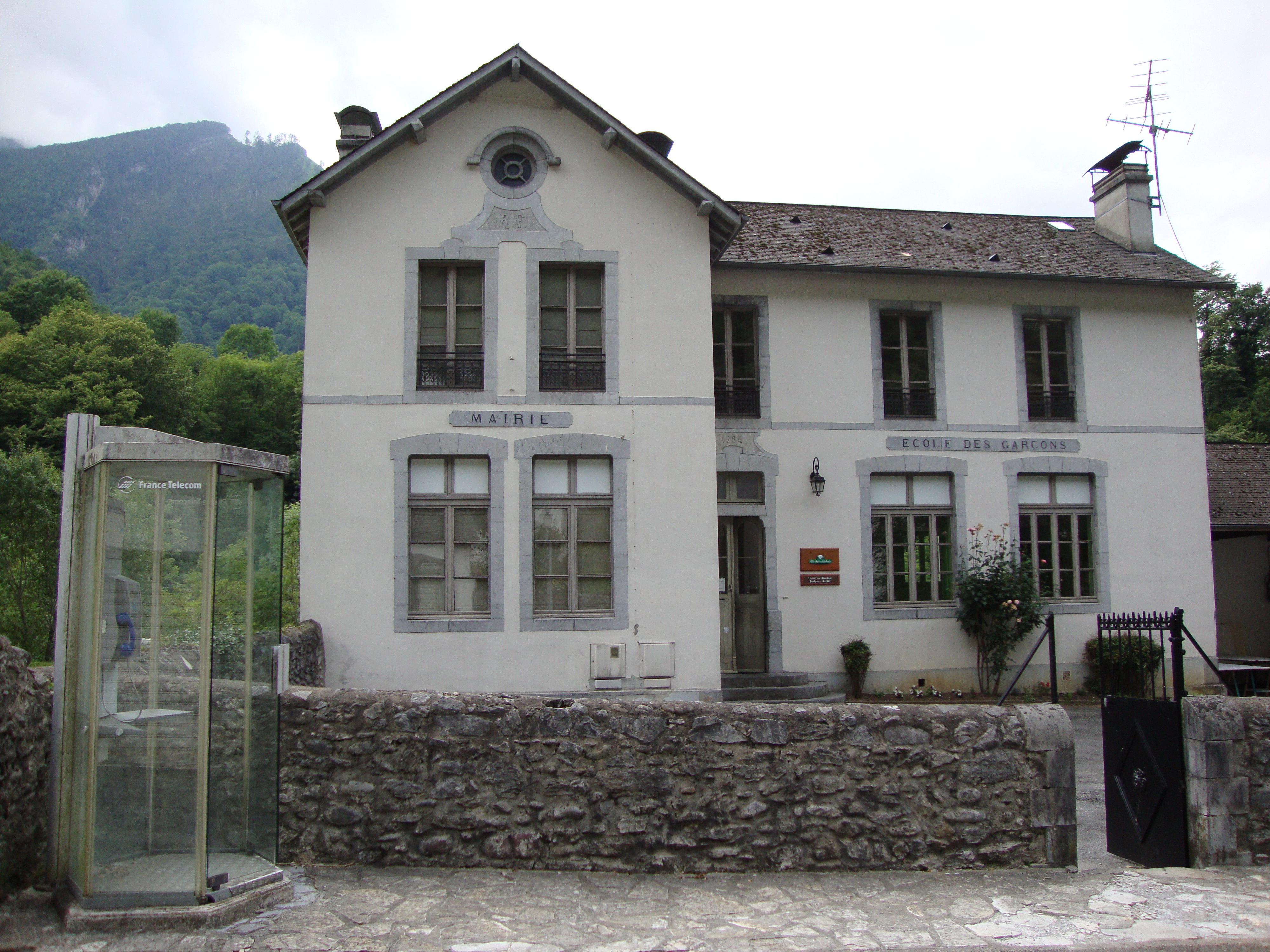
Mairie - école.

Fête communale fin septembre.

### Patrimoine civil

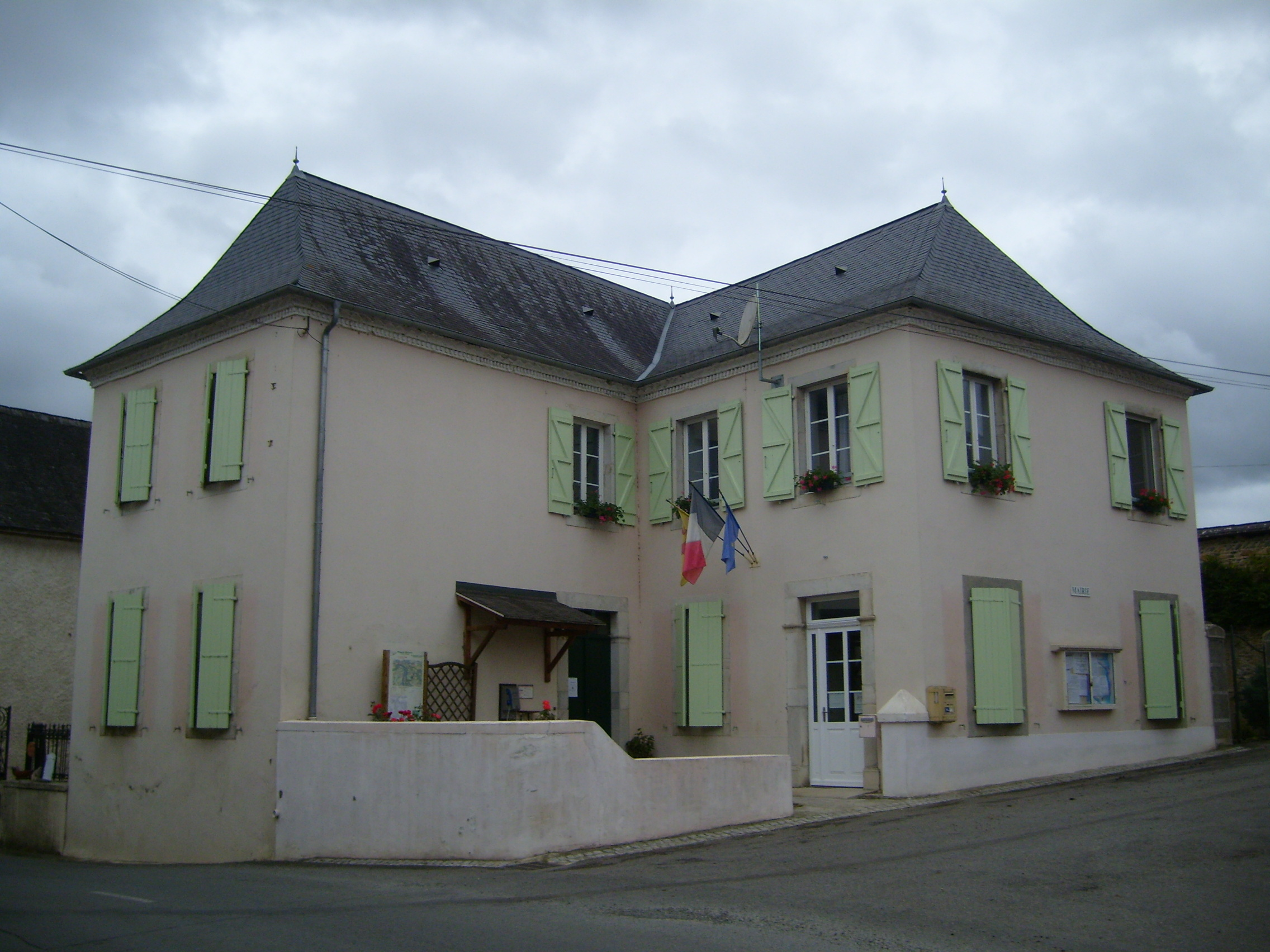
Mairie.

- Maison de Jean-Armand du Peyrer père du comte de Tréville, capitaine des mousquetaires.

### Patrimoine religieux

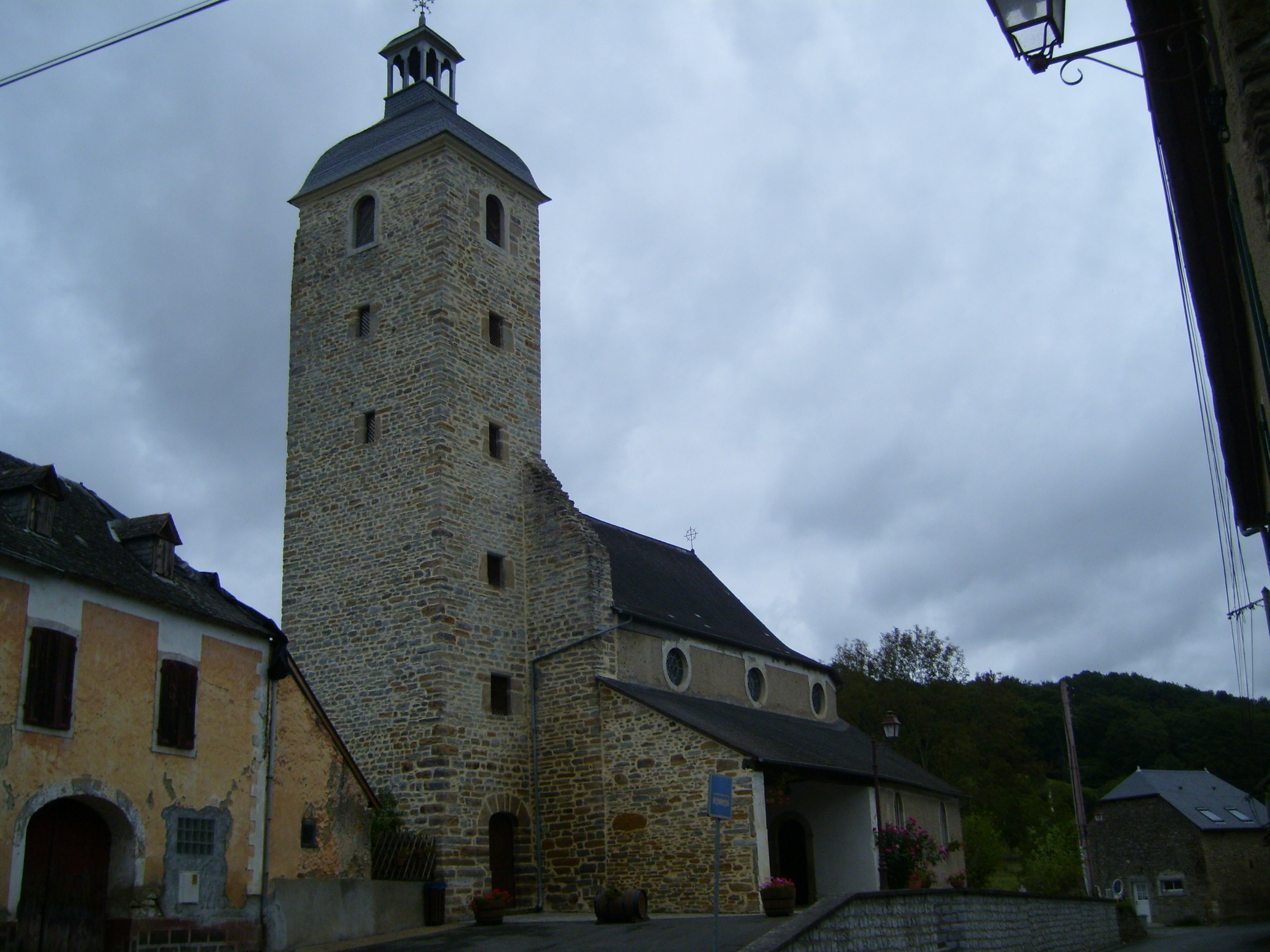
Église Saint-Pierre.

- Église Saint-Pierre. D’origine très ancienne l’église Saint-Pierre est déjà mentionnée au XIe ou XIIe siècle dans le cartulaire de l’abbaye Saint-Vincent de Lucq : « ecclesiam quae dicitur Santi Petri de Salceta ».

Le clocher, à cinq niveaux, est recouvert d’un toit en dôme à l’impériale surmonté d’un clocheton (XVIIe ou XVIIIe siècle). Il est en fait la combinaison du tout début du XVIIIe, l’évêque Joseph de Revol ayant interdit la nudité dans la décoration du mobilier des églises de son diocèse, en 1712.
- L'abbaye laïque : Saucède possédait une abbaye laïque que l’on trouve mentionnée dans les notaires de Lucq, au moins de 1370 à 1505, par Bernadine « daune proprietari deudit ostau d’Abadie », pour que l’on puisse y édifier le nouveau clocher. On peut sans doute l’identifier à l’actuelle maison Bergès[6].

### Patrimoine environnemental
- Château : en 1443, un acte des notaires de Lucq mentionne par deux fois à Saucède, « lo castet » et « lo quam de darrer lo castet » (E1408/141). Quel était ce château dont on ne retrouve pas de mention par ailleurs ? Le mot « castet » fut-il ici employé pour « castéra »[6].
- Les moulins : bâti au confluent du gave et de l’Auronce, le village de Saucède se prêtait à la construction de moulins. Le cartulaire de Lucq, en mentionne déjà un, bâti sur le gave par l’abbé de Lucq au XIe ou au XIIe siècle, « molendinum in villa quae vocatur Sauceta ». En 1365, (E1400/2V°) l’abbaye Saint-Vincent de Lucq possède à Saucède un ou des moulins, une « nasse », sans doute un piège à truites et à saumons ainsi qu’un « peesquer » ou bassin permettant de les conserver. En 1529, l'abbaye déclare se réserver les « pexs deus pesquers » de Saucède.

En 1476, l’abbaye octroie à Menaud de Bartes, « peyrer de Saucède, le droit de construire un moulin « batan et arresec » soit un foulon et une scierie, sur l’Auronce « au-dessus du pont de pierre ». Ce pont existe toujours au milieu du village et les restes du moulin du XVe siècle en très bel appareil de pierre, sont encore visibles.

## Équipements
- Lannepuyes : ce domaine, où existe aussi un moulin, fut la propriété successive de diverses familles bourgeoises d’Oloron, les Dombidau, Lembeye, Lafargue. Le nom de Lannepuyes est déjà mentionné dans le dénombrement de 1385[6].

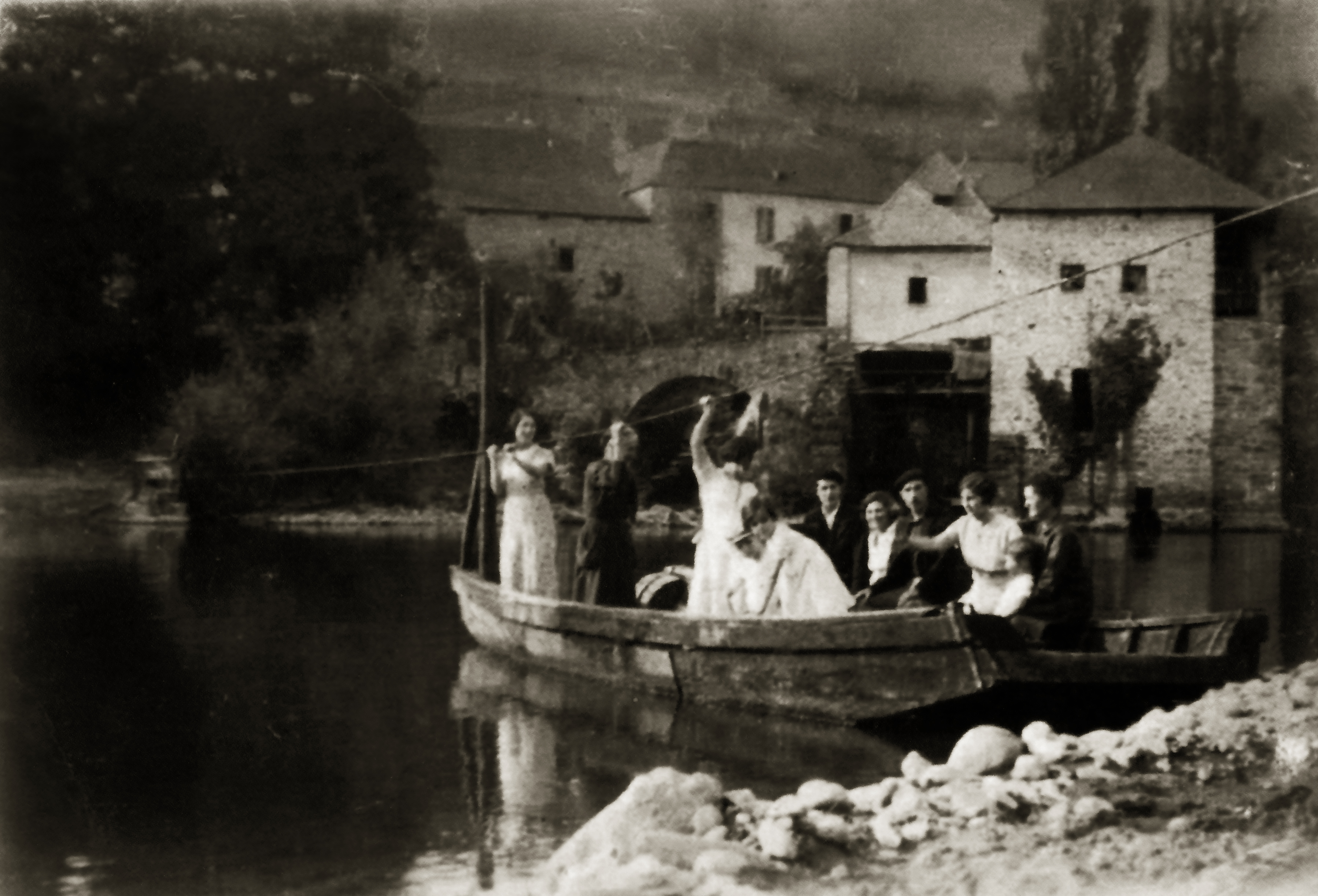
Bac sur le gave d'Oloron à Saucède.

- La « nau » ou bac de Saucède : on ne saurait parler de Saucède sans évoquer la « nau » qui permettait aux personnes, animaux et charrois de franchir le gave vers Aren, le Josbaig et la Soule.

Déjà citée en 1481 (E1411/148V°), la « nau et passadge de Saucede » appartenait à l’abbaye de Lucq qui s’en réservait la gratuité. Elle devait rester de jour et de nuit sur le gave et ne pas transporter de pierres pour ne pas l’abîmer. En 1546, il est refait par maître Gaillart, crestia de Saucède et son fils, avec des chênes, pris comme de coutume, au bois de Moret, de Poey et Verdets, aussi propriété de l’abbaye de Lucq.
Le « bac public » de Saucède fut supprimé par décision ministérielle du 29 août 1891 et en 1894 concédé sous certaines conditions comme « bateau particulier » au sieur Placé-Capdepont. Il a fonctionné jusque dans les années 1940.

## Personnalités liées à la commune
- Murray Head, chanteur et acteur britannique y réside[46].